# Phoebe Bridgers
Phoebe Lucille Bridgers (Pasadena, 17 de agosto de 1994) é uma cantora, compositora, guitarrista e produtora estadunidense. Estreou com o álbum de estúdio Stranger in the Alps (2017), seguido por Punisher (2020), que lhe rendeu ampla aclamação, da crítica e do público, e quatro indicações ao Prêmio Grammy, incluindo a de Artista Revelação. É conhecida, também, por sua participação nos grupos musicais Boygenius (com Julien Baker e Lucy Dacus) e Better Oblivion Community Center (com Conor Oberst).

## Biografia
Bridgers nasceu no dia 17 de agosto de 1994 em Pasadena, Califórnia, onde cresceu, no entanto, viveu parte de sua infância, também, em Ukiah, Califórnia. Quando criança, Bridgers acumulava dinheiro performando na rua (busking) no Pasadena Farmers Market. Bridgers se formou na Sequoyah School em Pasadena, na Los Angeles County High School for the Arts e por um breve período estudou na Berklee College of Music, mas abandonou o ensino superior.

## Carreira

### 2014–2018: Início de carreira eStranger in the Alps
Ainda na escola, participou de vários grupos, incluindo Einstein's Dirty Secret e Sloppy Jane, e, frequentemente, fazia shows solo em Los Angeles. Depois de abandonar a faculdade para se concentrar em sua carreira, sua crescente presença na cena musical de Los Angeles a levou a se tornar amiga do produtor Tony Berg, que começou a trabalhar com ela em seu primeiro álbum, de graça. Ter tocado em um comercial da Apple, com Sloppy Jane, deu a Phoebe certa segurança financeira, então ela planejou finalizar seu álbum e depois vendê-lo para uma gravadora, em vez de tentar assinar um contrato com alguma primeiro. Isso deu-lhe muito mais tempo e liberdade criativa para produzir o que se tornaria Stranger in the Alps. Também nessa época, Bridgers conheceu, através de colaboradores mútuos, o cantor e compositor americano Ryan Adams, e ele lançou seu EP Killer em seu selo PAX AM. Bridgers também ajudou Julien Baker em sua turnê de 2016 pela Costa Leste.
Em janeiro de 2017, lançou o single "Smoke Signals" e abriu para Conor Oberst que estava em turnê na Europa. Os dois tinham se conhecido no verão anterior, em uma apresentação secreta organizada por Oberst no Bootleg Theatre em Los Angeles. Ele e seu colega do Bright Eyes, Mike Mogis, contribuíram com os vocais e a produção de Stranger in the Alps . Phoebe se juntou ao The Joy Formidable e a Ryan Adams para datas selecionadas em suas respectivas turnês nos EUA, antes de tocar no South by Southwest em março de 2017. Em junho de 2017, Bridgers assinou com o selo independente Dead Oceans . Ela lançou seu primeiro álbum de estúdio Stranger in the Alps em setembro com aclamação da crítica. O álbum foi produzido por Tony Berg, Ethan Gruska e Rob Moose, todos se tornariam colaboradores consistentes de Bridgers. Para promover o álbum, se apresentou no CBS This Morning e no NPR Tiny Desk. Várias canções do álbum foram apresentadas em produções de televisão ao longo de 2018, incluindo Switched at Birth, Castle, Burden of Truth, Lethal Weapon e Trinkets.
Phoebe tem sido mencionada como uma "colaboradora em série" e participou ou co-lançou faixas com Lord Huron, Fiona Apple, Matt Berninger e The National, Manchester Orchestra, The 1975, Maggie Rogers e Kid Cudi, entre outros, além de projetos de álbuns completos com Conor Oberst, Julien Baker e Lucy Dacus .

### 2018–2019:BoygeniuseBetter Oblivion Community Center

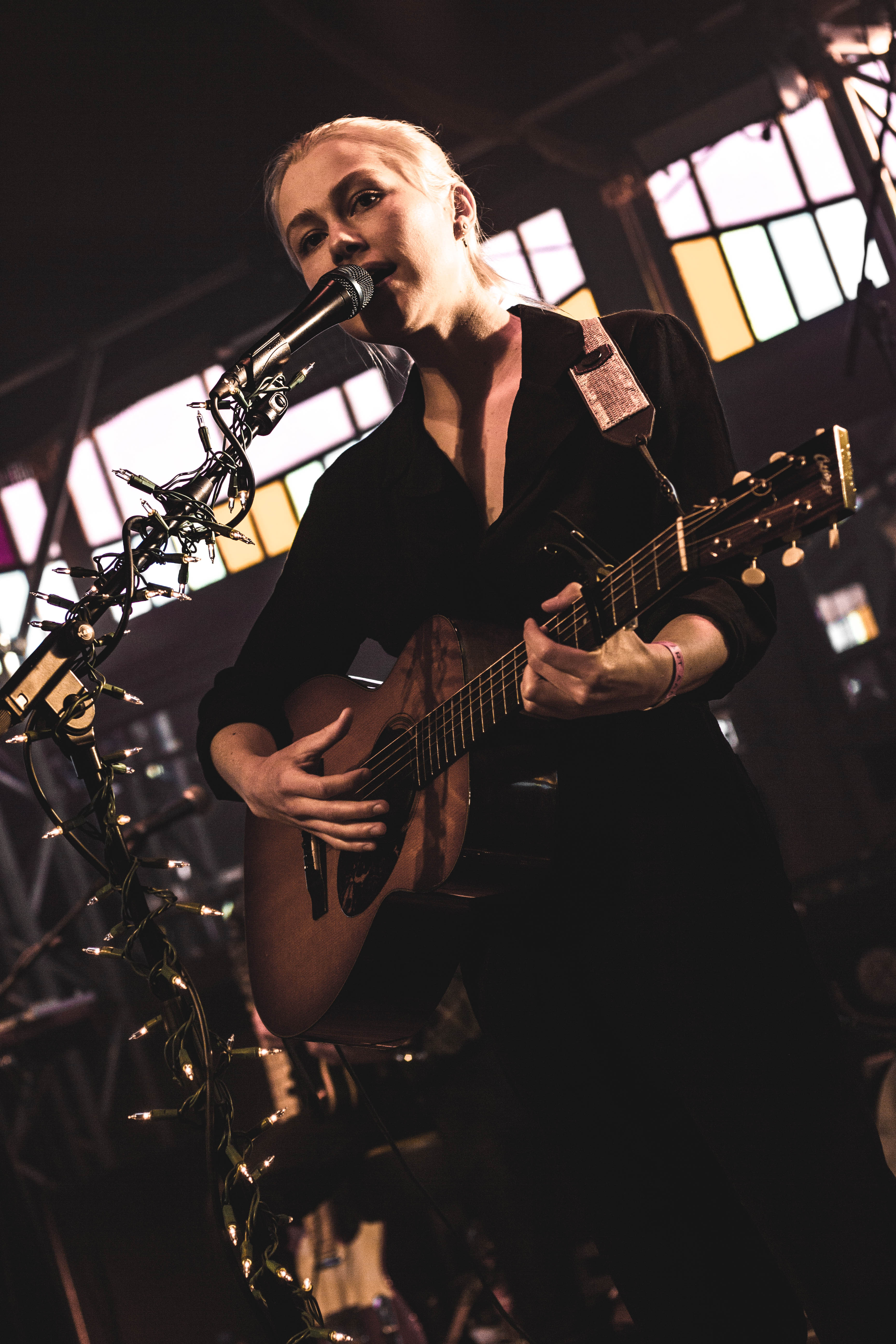
Bridgers se apresentando no palco no Haldern Pop Festival em 2018

Em 2018, Bridgers se juntou a Julien Baker e Lucy Dacus, também artistas independentes, para formar o grupo Boygenius, firmando um contrato com a Matador Records. Eles lançaram três músicas em agosto de 2018 e posteriormente anunciaram um EP homônimo que foi lançado em 26 de outubro de 2018 e recebeu grande aclamação. Pitchfork chamou a colaboração de "mágica". A banda fez uma turnê pelos Estados Unidos em novembro, aparecendo no Late Night with Seth Meyers e no NPR Tiny Desk.
Em 5 de dezembro de 2018, ela lançou uma sessão de singles do Spotify, gravada no Spotify Studios NYC apresentando uma performance de Scott Street e um cover de "Friday I'm in Love" do The Cure.
Em janeiro de 2019, no The Late Show with Stephen Colbert, Phoebe e Conor anunciaram a formação de uma nova banda, Better Oblivion Community Center e lançaram seu primeiro álbum homônimo no fim do mesmo mês pela Dead Oceans . A banda apareceu na CBS This Morning e Bridgers apareceu pela terceira vez na série Tiny Desk da NPR. Bob Boilen, criador do Tiny Desk Concerts, disse sobre seu álbum: "É aquela rara parceria musical na qual cada um injeta sua vibe no lado criativo do outro."

### 2020–atualidade:Punisher
Em 26 de fevereiro, Bridgers lançou o single "Garden Song" junto com seu videoclipe. Em abril, The 1975 lançou a música "Jesus Christ 2005 God Bless America" com Bridgers, antes de seu álbum de estúdio Notes on a Conditional Form, que apresenta Bridgers em três faixas. Ela estava programada para uma turnê com eles no verão de 2020, antes do cancelamento da turnê devido à pandemia de COVID-19. Em 9 de abril de 2020, Bridgers lançou "Kyoto" e anunciou, no Instagram que seu segundo álbum Punisher seria lançado em 19 de junho de 2020. Bridgers lançou o álbum em 18 de junho, afirmando: “Não estou [atrasando] o álbum até que as coisas voltem ao 'normal' porque não acho que deveriam. É um pouco cedo por aqui." O álbum recebeu críticas positivas generalizadas. Em julho de 2020, Bridgers lançou o videoclipe de seu single "I Know the End". Enquanto trabalhava em Punisher, Bridgers também produziu o álbum Beginners, de Christian Lee Hutson, lançado pela Anti-Records em maio de 2020.  Em setembro daquele ano, ela tocou para um público totalmente virtual de 4 milhões no Red Rocks Amphitheatre, como parte de sua turnê Unpaused Concert Series. Em outubro, Bridgers anunciou a formação de seu próprio selo, Saddest Factory, em parceiria com a Dead Oceans.
Enquanto aguardava os resultados da eleição presidencial dos Estados Unidos de 2020 em 3 de novembro, Phoebe twittou que faria a cobertura de "Iris", dos Goo Goo Dolls, se o então presidente Donald Trump perdesse. A capa, que foi gravada como um dueto com Maggie Rogers, sob o nome de Phoebe & Maggie, foi lançada exclusivamente na página do Bandcamp de Bridgers por um dia apenas em 13 de novembro. A canção recebeu 28.000 downloads e a receita gerada foi para a organização Fair Fight Action, de Stacey Abrams, para promover eleições justas no estado da Geórgia e em todo o país. Em 10 de novembro, Bridgers anunciou um EP com quatro faixas retrabalhadas de Punisher, intitulado Copycat Killer, em colaboração com Rob Moose. Copycat Killer foi lançado digitalmente em 20 de novembro de 2020. Em 23 de novembro, lançou um cover de "If We Make It Through December", de Merle Haggard, com a arrecadação indo para o Downtown Women's Center de Los Angeles.
Phoebe recebeu quatro indicações no Grammy Awards de 2021: Artista Revelação, Melhor Performance de Rock, Melhor Canção de Rock e Melhor Álbum de Música Alternativa. No dia primeiro de dezembro de 2020, Bridgers lançou um clipe para a música "Savior Complex", dirigido por Phoebe Waller-Bridge e estrelado por Paul Mescal . Ela é destaque na faixa "Lovin Me" de Kid Cudi, que aparece em seu álbum Man on the Moon III: The Chosen (2020), e cantou backing vocals em duas canções de Charlie Hickey. Foi convidada musical no décimo primeiro episódio da 46ª temporada do Saturday Night Live, tocando "Kyoto" e "I Know the End", encerrando a performance quebrando sua guitarra em um monitor de palco falso. Em 9 de março de 2021, Bridgers lançou uma segunda sessão do Spotify Singles com um cover de Summer's End" de John Prine e uma versão de "Kyoto", com vocais de Jackson Browne. Em agosto de 2021, foi anunciado que Bridgers apareceria no segundo álbum regravado de Taylor Swift, Red (Taylor's Version), na faixa "Nothing New" e no álbum do The Killer,  Pressure Machine,na faixa "Runaway Horses", lançado em 13 de agosto. Neste mês, ela lançou um cover da música "Nothing Else Matters" do Metallica. A música apareceu no álbum cover The Metallica Blacklist lançado no mês seguinte, como um dos 12 covers da música. Em 3 de setembro, ela embarcou na Reunion Tour em St. Louis, Missouri . Ela participou do single "Silk Chiffon", do Muna, lançado em 7 de setembro.
Ao final de seu Reunion Tour de 2021, tocou a música "That Funny Feeling" de Bo Burnham, que expressa a paranoia e ansiedade relacionadas ao corrente estado do planeta e das emoções que vêm com a aceitação do inevitável e depois, lançou um cover da faixa no dia primeiro de outubro do mesmo ano. Toda a renda proveniente das vendas foi direcionada ao fundo pró-escolha TX funds.

## Arte
A música de Bridgers é categorizada como indie rock, indie folk e emo folk. Frequentemente concentra o violão e incorpora notas atmosféricas, produção e instrumentação eletrônica. Sua música foi descrita como "melancólica" e "assustadora". Temas líricos incluem morte, trauma, terapia, depressão e relacionamentos tensos, "disfarçados com o seu humor seco" e "entrega direta". Várias das canções de Bridgers são sobre questões pessoais; "Kyoto", por exemplo, foi inspirada por seu relacionamento paterno, enquanto "Motion Sickness" e "ICU" são sobre separações anteriores.  Sua narrativa complexa e o uso de imagens evocativas, como em "Garden Song", são elogiados constantemente.
Phoebe citou Elliott Smith como um de seus artistas favoritos e a sua maior influência. A canção "Punisher" explora seu encontro com Smith, se ele ainda estivesse vivo. Outras influências musicais incluem bluegrass, Bright Eyes, The Replacements, Blake Mills, Tom Waits, Avril Lavigne, The Beatles, Jackson Browne e Nine Inch Nails. Sua música apresenta referências à cultura pop: o estilo da autora Joan Didion, vídeos ASMR, a série de televisão Fleabag e o podcast de crime verdadeiro My Favorite Murder foram todos influentes na criação de Punisher.
Em 2021, ela recebeu o Libera Awards, como Melhor Live/Show Livestream e Melhor gravação do ano de 2021, por seu álbum Punisher pela American Association of Independent Music (A2IM).

## Vida pessoal

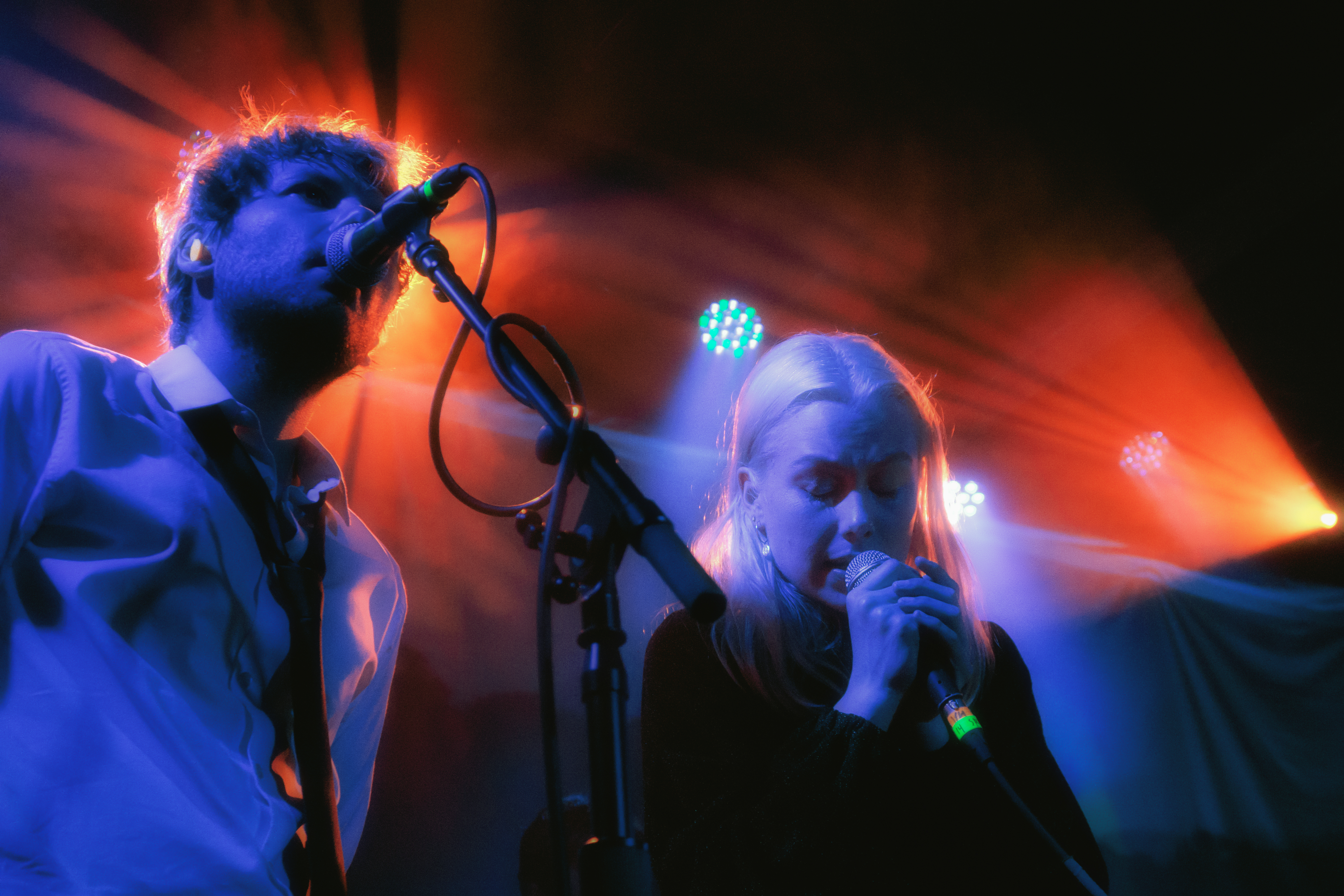
Bridgers e Vore se apresentando no palco no The Crocodile em Seattle em 2018

Bridgers é bissexual e namorou Ryan Adams no início de 2014. Sua música "Motion Sickness" é sobre o relacionamento deles. Junto com várias outras mulheres, acusou Adams de abuso emocional em 2019 num relatório do The New York Times. Phoebe teve até 2017 um relacionamento com o baterista e colaborador musical Marshall Vore. Eles escreveram juntos seu single "ICU" sobre esse relacionamento. Os fãs também acreditam que as canções "Scott Street" e "Smoke Signals" também sejam sobre Vore. Os dois continuam amigos e colaboradores. Bridgers lidou com transtorno depressivo grave e ansiedade e procurou terapia para tratá-los.

## Política
Engajada politicamente, lançou com Fiona Apple e Matt Berninger um cover da música 7 "O'Clock News/Silent Night" de Simon & Garfunkel, originalmente lançada em 1966, atualizando-a para refletir os eventos de 2019 (incluindo o assassinato de Botham Jean, a epidemia de opióides nos Estados Unidos e o testemunho de Mick Mulvaney no primeiro julgamento de impeachment do ex-presidente Donald Trump. Essa versão saiu com uma declaração: "Boas festas para todos cuja família foi literal ou figurativamente dilacerada por Donald Trump. E aos meus familiares racistas, xenófobos, misóginos e hipócritas: vão se foder!"

## Discografia
- Stranger in the Alps - (2017)
- Punisher - (2020)

## Turnês
- Stranger in the Alps Tour (2017 a 2018)
- 2018 Tour (com Boygenius, 2018)
- 2019 Tour (com Better Oblivion Community Center, 2019)
- Reunion Tour (2021)

## Prêmios e indicações
| Ano  | Associação         | Categoria                               | Trabalho Nomeado     | Resultado | Ref    |
| ---- | ------------------ | --------------------------------------- | -------------------- | --------- | ------ |
| 2018 | Libera Awards      | Melhor Álbum de roots e folk americano. | Stranger in the Alps | Indicada  | [ 91 ] |
| 2021 | Prêmio Grammy      | Artista revelação                       | Ela própria          | Indicada  | [ 92 ] |
| 2021 | Prêmio Grammy      | Melhor Álbum de Música Alternativa      | Punisher             | Indicada  |        |
| 2021 | Prêmio Grammy      | Melhor Performance de Rock              | Kyoto                | Indicada  |        |
| 2021 | Prêmio Grammy      | Melhor Canção de Rock                   | Kyoto                | Indicada  |        |
| 2021 | GLAAD Media Awards | Artista Revelação Excepcional           | Punisher             | Indicada  | [ 93 ] |
| 2021 | Libera Awards      | Álbum do Ano                            | Punisher             | Venceu    | [ 94 ] |
| 2021 | Libera Awards      | Melhor disco de Rock Alternativo        | Punisher             | Venceu    | [ 95 ] |
| 2021 | Libera Awards      | Gênio do Marketing                      | Punisher             | Venceu    |        |
| 2021 | Libera Awards      | Clipe do ano                            | Saviour Complex      | Venceu    |        |
| 2021 | Libera Awards      | Melhor transmissão ao vivo              | Ela própria          | Venceu    |        |